# Una historia del mundo en cien objetos
Una historia del mundo en cien objetos (A History of the World in 100 Objects) es un proyecto común de la BBC Radio 4 y del Museo Británico compuesta de una serie de cien emisiones radiofónicas, dirigidas y presentadas por Neil MacGregor, director del Museo Británico.
En quince minutos de una presentación de audio, difundida cada día de la semana por BBC Radio 4, Neil MacGregor utiliza un objeto (arte antiguo, productos industriales, tecnología y armas) procedentes de las colecciones del Museo Británico, como apoyo para presentar una parte de la historia humana.
La difusión de esta serie, preparada a lo largo de cuatro años, comenzó el 18 de enero de 2010 y duró veinte semanas.
Para acompañar la serie, se publicó un libro (A History of the World in 100 Objects), escrito por Neil MacGregor, por Allen Lane el 28 de octubre de 2010. Toda la serie está igualmente disponible mediante descarga y una versión audio del libro está disponible a la venta.
Dicho libro fue objeto de traducción al español con el título La historia del mundo en 100 objetos en 2012, con traducción de Francisco J. Ramos Mena, por la editorial Debate.
El Museo Británico ha recibido en 2011 el premio The Art Fund por su papel de promotor del proyecto.

## Contenido

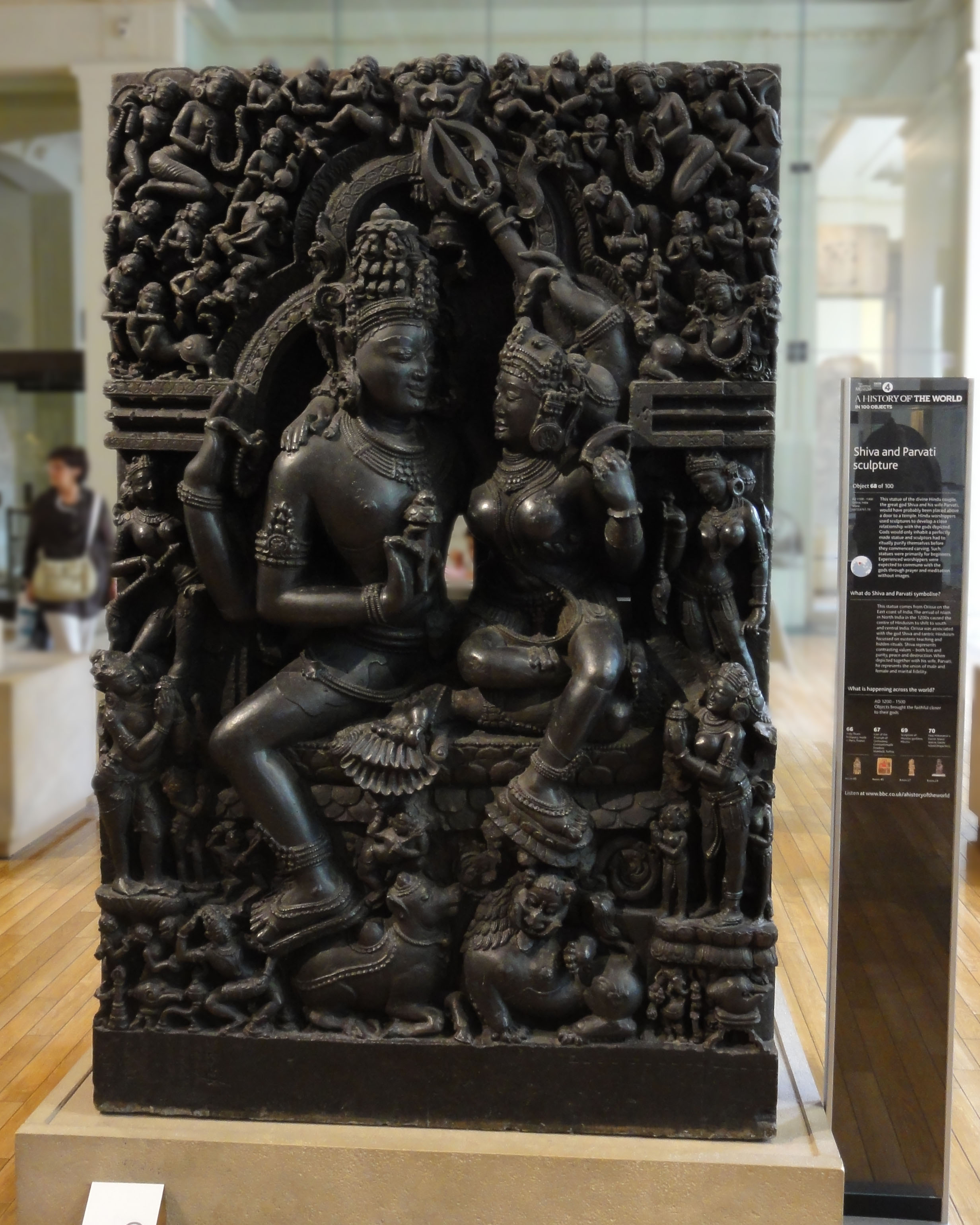
Objeto 68, la pareja divina hindú formada por Shiva y Parvati. La escultura con su panel de información se incluyen en la serie radiofónica.

En este programa, presentado como un «proyecto hito», se ve una historia de la humanidad relatada a través de un centenar de objetos procedentes del mundo entero y que se encuentran dentro de las colecciones del Museo Británico.

En este programa, recorremos el tiempo y el espacio en el pasado, alrededor de todo el globo para ver cómo nosotros, como seres humanos, somos modelados por este mundo a lo largo de los dos últimos millones de años, y vamos a contar la historia exclusivamente a través de los objetos que el hombre ha fabricado: toda clase de objetos admirados y conservados o utilizados, rotos y tirados. He escogido únicamente un centenar de objetos que iulustran diferentes puntos de nuestro viaje, desde una cazuela hasta un galeón de oro, de una herramienta de la edad de piedra hasta una tarjeta de crédito.

Uno de los objetivos de un museo es contar la historia a través de los objetos, se trate de una momia egipcia o se trate de una tarjeta de crédito, y gracias a que las colecciones del Museo Británico tienen objetos procedentes de todas partes, es un buen lugar para relatar una "historia del mundo". Ha de advertirse que no puede ser más que "una" historia del mundo y no de "la Historia del Mundo". Cuando los visitantes vienen al museo, eligen su propio recorrido en torno al mundo y a través del tiempo, pero creo que encontrarán que sus propias historias rápidamente se entremezclan con la del resto, y cuando eso ocurre, ya no tienes una historia de un pueblo o nación en particular, sino la historia de una serie infinita de conexiones.

Acompañando a la serie se ha creado un sitio web descrito por The Guardian como 

Aún más ambiciosa que la serie radiofónica en sí misma y que anima a los usuarios a tomar ellos mismos su lugar en la historia del mundo, gracias a un contenido más interactivo, de las informaciones detalladas sobre los objetos descritos en el programa radiofónica y de los lugares hacia otras 350 colecciones de museos a través del Reino Unido.

 El programa de estas emisiones radiofónicas está disponible en la página web de moda permanente para poder ser descargado.
El museo ha adaptado sus exposiciones para la serie, incluyendo placas fácilmente identificables para localizar los cien objetos descritos, con un texto basado en el programa y añadiendo una sección a los mapas de la galería que muestra la ubicación y números de los cien objetos. El 18 de enero de 2010, un especial de una hora de duración del The Culture Show, en la BBC2, fue dedicado al lanzamiento del proyecto.
La primera parte de la serie fue retransmitida en días laborables a lo largo de seis semanas entre el 18 de enero y el 26 de febrero de 2010. Después de un breve descanso, volvió a las ondas la séptima semana, a partir del 17 de mayo de 2010.
Una nueva interrupción tuvo lugar a mediados de julio de 2010 y se volvió a retransmitir a partir del 13 de septiembre de 2010, alcanzando el centésimo objeto el 22 de octubre de 2010.

## Acogida
Maev Kennedy, del periódico The Guardian, describió el programa como "un fenómeno radiofónico", mientras que Tim Davie, director de música y sonido en la BBC, comentó el hecho de que "el resultado ha sido poco menos que asombroso", sino un éxito que superó las mejores expectativas de la BBC para este programa. En el momento de redactarse el artículo por Kennedy, justo antes de esperar el estreno de la última semana de la serie, la cadena había tenido cuatro millones de oyentes, mientras que la descarga de podcast había ascendido, en total, a 10 441 884 de conexiones, de los que poco más de la mitad procedían del Reino Unido. Además, miembros del público han subido 3 240 objetos con la mayor contribución procedente del historiador de Glasgow Robert Pool, que ha propuesto 120 objetos relacionados con la ciudad de Glasgow, y otros museos hasta 1 610, y 531 museos y lugares patrimonio por todo el Reino Unido han montado eventos relacionados - una colaboración sin precedentes, dijo MacGregor. Museos de todo el mundo están ahora copiando la fórmula y, cada día, miles de visitantes exploran las galerías del Museo Británico equipados con el folleto que indica la posición de los objetos.
Escribiendo para The Independent, Philip Hensher describe la serie como "una perfección radiofónica", y se hace la siguiente pregunta:

¿Ha habido alguna serie de la radio más excitante, más absolutamente interesante que esta nacida de la unión entre Radio 4 y el Museo Británico, A History of the World in 100 Objects? Es una idea tan bellamente simple, seguir el rastro de las civilizaciones humanas a través de los objetos que han sobrevivido. Cada programa, de apenas un cuarto de hora, se concentra tan sólo en una cosa, bastante pacientemente, pero sin demorarse. Al final, notas que has aprendido algo y lo has aprendido con placer e interés. En los próximos años, la BBC será capaz de señalar esta maravillosa serie como ejemplo de lo que sabe hacer mejor. Responde, hasta un grado de perfección que difícilmente se cree posible de repetir, la propuesta de John Reith para la BBC de mejora y propagación del aprendizaje y la cultura.

Dominic Sandbrook, en el The Telegraph, dijo que esta serie tan "alegremente intelectual" merece "ocupar su lugar junto con clásicos de la televisión como la serie sobre las civilizaciones de Kenneth Clark (Civilisation) y sobre la aparición del hombre de Jacob Bronowski (The Ascent of Man).

## Objetos

### "Volviéndonos humanos" (2 000 000 a 9 000 a.C.)
"Neil MacGregor muestra los objetos que para él definen lo que somos como humanos." Primera semana de difusión, empezando el 18 de enero de 2010
| Imagen | Número | Objeto                                     | Origen                        | Fecha                      | Sitio web de la BBC | Sitio web del M.º Británico | Otros participantes                            |
| ------ | ------ | ------------------------------------------ | ----------------------------- | -------------------------- | ------------------- | --------------------------- | ---------------------------------------------- |
|        | 1      | Momia de Hornedjitef                       | Egipto                        | 300 - 200 a. C.            | BBC                 | BM, BM, BM                  | Amartya Sen, John Taylor                       |
|        | 2      | Herramienta cortante en piedra (basalto)   | Garganta de Olduvai, Tanzania | 1.8 - 2 millones de años   | BBC                 | BM                          | Sir David Attenborough, Wangari Maathai        |
|        | 3      | Bifaz                                      | Olduvai, Tanzania             | 1.2 - 1.4 millones de años | BBC                 | BM                          | Sir James Dyson, Phil Harding, Nick Ashton     |
|        | 4      | Renos nadando, abrigo rocoso de Montastruc | Francia                       | 13000 años                 | BBC                 | BM                          | The Most Reverend Rowan Williams, Steve Mithen |
|        | 5      | Punta clovis                               | Nuevo México, Estados Unidos  | 13000 años                 | BBC                 | BM                          | Michael Palin, Gary Haynes                     |

### "Después de la Edad de Hielo": la alimentación y el sexo (9000 a 3000 a.C.)
"¿Por qué aparece la agricultura después de las glaciaciones? Las pistas nos las dan los objetos que dejaron." Primera semana de difusión comenzada el 25 de enero de 2010.
| Imagen | Número | Objeto                                 | Origen             | Fecha                        | Sitio web de la BBC | Sitio web del M.º Británico                                                                          | Otros participantes                      |
| ------ | ------ | -------------------------------------- | ------------------ | ---------------------------- | ------------------- | --- | ---------------------------------------- |
|        | 6      | Mano de mortero en forma de pájaro     | Papúa-Nueva Guinea | 4000 - 8000 a. C.            | BBC                 | BM (enlace roto disponible en Internet Archive; véase el historial, la primera versión y la última). | Madhur Jaffrey, Bob Geldof, Martin Jones |
|        | 7      | Los amantes de Ain Sajri               | Judea              | hace alrededor de 11000 años | BBC                 | BM                                                                                                   | Marc Quinn, Ian Hodder                   |
|        | 8      | Modelo de ganado en arcilla de El Amra | Egipto             | h. 3500 a. C.                | BBC                 | BM                                                                                                   | Fekri Hassan, Martin Jones               |
|        | 9      | Estatua del dios maya del maíz         | Honduras           | 715 a. C.                    | BBC                 | BM                                                                                                   | Santiago Calva, John Staller             |
|        | 10     | Recipiente del período Jōmon           | Japón              | h. 5000 a. C.                | BBC                 | BM Archivado el 4 de diciembre de 2009 en Wayback Machine.                                           | Simon Kamer, Takashi Doi                 |

### Las primeras ciudades y los primeros estados (4000 - 2000 a.C.)
«¿Qué pasa cuando el hombre se desplaza de los pueblos a las ciudades? Cinco objetos nos cuentan esta historia...» Primera difusión a partir del 1.º de febrero de 2010.
| Imagen | Número | Objeto                                    | Origen                                                | Fecha             | Sitio web de la BBC | Sitio web del M.º Británico | Otros participantes               |
| ------ | ------ | ----------------------------------------- | ----------------------------------------------------- | ----------------- | ------------------- | --------------------------- | --------------------------------- |
|        | 11     | Tablilla ritual del faraón Den            | Egipto                                                | hacia 2985 a. C.  | BBC                 | BM                          | Toby Wilkinson, Steve Bell        |
|        | 12     | El estandarte de Ur                       | Irak                                                  | 2600 - 2400 a. C. | BBC                 | BM                          | Lamia al Gailani, Anthony Giddens |
|        | 13     | Sello del Indo                            | Pakistán                                              | 4000 - 2000 a. C. | BBC                 | BM                          | Richard Rogers, Nayanjot Lahiri   |
|        | 14     | Hacha en jadeíta                          | procedente de los Alpes pero encontrado en Inglaterra | 4000 - 2000 a. C. | BBC                 | BM                          | Mark Edmonds, Pierre Petrequin    |
|        | 15     | Tablillas en escritura cuneiforme antigua | Irak                                                  | 3100 - 3000 a. C. | BBC                 | BM                          | Gus O'Donnell, John Searle        |

### "El comienzo de la ciencia y la literatura"  (1500 a 700 a.C.)
"Hace cuatro mil años, las sociedades comenzaron a experimentar sobre ellas mismas a través de los mitos, las matemáticas y los monumentos." Primera difusión en la semana que comenzó el 8 de febrero de 2010.
| Imagen | Número | Objeto                                     | Origen        | Fecha             | Sitio web de la BBC | Sitio web del M.º Británico | Otros participantes                |
| ------ | ------ | ------------------------------------------ | ------------- | ----------------- | ------------------- | --------------------------- | ---------------------------------- |
|        | 16     | Tablilla del mito del diluvio de Gilgamesh | Irak          | 700 a 600 a. C.   | BBC                 | BM                          | David Damrosch, Jonathan Sacks     |
|        | 17     | Papiro matemático: Papiro Rhind            | Egipto        | h. 1550 a. C.     | BBC                 | BM                          | Eleanor Robson, Clive Rix          |
|        | 18     | Saltador de toro cretense                  | Creta         | 1700 a 1450 a. C. | BBC                 | BM                          | Sergio Delgado, Lucy Blue          |
|        | 19     | Capa de oro de Mold                        | País de Gales | 1900 a 1600 a. C. | BBC                 | BM                          | Mary Cahill, Marie Louise Sørensen |
|        | 20     | Estatua colosal de Ramsés II               | Egipto        | h 1250 a. C.      | BBC                 | BM                          | Antony Gormley, Karen Exell        |

### "El mundo antiguo, los nuevos poderes" (1100 a 300 a.C.)
"A través del mundo, los nuevos regímenes crean los objetos para asegurar su supremacía." Primera difusión el 15 de febrero de 2010.
| Imagen | Número | Objeto                                     | Origen  | Fecha             | Sitio web de la BBC | Sitio web del M.º Británico | Otros participantes           |
| ------ | ------ | ------------------------------------------ | ------- | ----------------- | ------------------- | --------------------------- | ----------------------------- |
|        | 21     | Bajorrelieves de Laquis                    | Irak    | 700 a 692 a. C.   | BBC                 | BM                          | Paddy Ashdown, Antony Beevor  |
|        | 22     | Esfinge de Taharqo                         | Sudán   | h 680 a. C.       | BBC                 | BM                          | Zeinab Badawi, Derek Welsby   |
|        | 23     | Vasija ritual (gui): antigua dinastía Zhou | China   | 1100 a 1000 a. C. | BBC                 | BM                          | Dame Jessica Rawson, Wang Tao |
|        | 24     | Tejido de Paracas                          | Perú    | 300 a 200 a. C.   | BBC                 | BM                          | Zandra Rhodes, Mary Frame     |
|        | 25     | Moneda de oro de Creso                     | Turquía | h 550 a. C.       | BBC                 | BM                          | James Buchan, Paul Craddock   |

### "El mundo en la época de Confucio" (500 a 300 a.C.)
"¿Puede el pensamiento que hay en los frisos y en las ánforas decirnos tanto como la escritura de los grandes autores?" Primera semana de difusión a partir del 22 de febrero de 2010.
| Imagen | Número | Objeto                                    | Origen     | Fecha           | Sitio web de la BBC | Sitio web del M.º Británico | Otros participantes                |
| ------ | ------ | ----------------------------------------- | ---------- | --------------- | ------------------- | --------------------------- | ---------------------------------- |
|        | 26     | Carro de Oxus                             | Tayikistán | 500 a 300 a. C. | BBC                 | BM                          | Michael Axworthy, Tom Holland      |
|        | 27     | Escultura del Partenón: Centauro y lapita | Grecia     | h 440 a. C.     | BBC                 | BM                          | Mary Beard, Olga Palagia           |
|        | 28     | Ánforas de Yutz                           | Francia    | h. 450 a. C.    | BBC                 | BM                          | Jonathan Meades, Barry Cunliffe    |
|        | 29     | Máscara de piedra olmeca                  | México     | 900 a 400 a. C. | BBC                 | BM                          | Carlos Fuentes, Karl Taube         |
|        | 30     | Campana de bronce china                   | China      | 500 a 400 a. C. | BBC                 | BM                          | Dame Evelyn Glennie, Isabel Hilton |

### "Los constructores de Imperios" (300 a.C. a 1 d.C.)
"Neil MacGregor continúa su narración de la historia global del mundo a través de los objetos. Esta semana, es sobre los grandes dirigentes del mundo, hace alrededor de 2000 años." Primera difusión a partir de la semana del 17 de mayo de 2010.
| Imagen | Número | Objeto                                              | Origen  | Fecha           | Sitio web de la BBC | Sitio web del M.º Británico | Otros participantes            |
| ------ | ------ | --------------------------------------------------- | ------- | --------------- | ------------------- | --------------------------- | ------------------------------ |
|        | 31     | Moneda de Lisímaco con la cabeza de Alejandro Magno | Turquía | 305 - 281 a. C. | BBC                 | BM                          | Andrew Marr, Robin Lane Fox    |
|        | 32     | Fragmento de un pilar de Ashoka                     | India   | h. 238 a. C.    | BBC                 | BM                          | Amartya Sen, Michael Rutland   |
|        | 33     | Piedra Rosetta                                      | Egipto  | 196 a. C.       | BBC                 | BM                          | Dorothy Thompson, Ahdaf Soueif |
|        | 34     | Copa lacada: dinastía Han                           | China   | 4 d. C.         | BBC                 | BM                          | Roel Sterckx, Isabel Hilton    |
|        | 35     | Cabeza de Meroe o cabeza de Augusto                 | Sudán   | 27 - 25 a. C.   | BBC                 | BM                          | Boris Johnson, Susan Walker    |

### "Los placeres antiguos, las especias modernas" (de 1 a 600 d.C.)
"Neil MacGregor explora las formas en que los pueblos antiguos buscaban el placer, hace dos mil años." Primera difusión la semana que comenzó el 24 de mayo de 2010.
| Imagen | Número | Objeto                                               | Origen             | Fecha                 | Sitio web de la BBC | Sitio web del M.º Británico                                | Otros participantes                |
| ------ | ------ | ---------------------------------------------------- | ------------------ | --------------------- | ------------------- | ---------------------------------------------------------- | ---------------------------------- |
|        | 36     | La copa Warren                                       | cerca de Jerusalén | 5 - 15 d. C.          | BBC                 | BM                                                         | Bettany Hughes, James Davidson     |
|        | 37     | Pipa de nutria norteamericana                        | EE. UU.            | 200 a. C. - 100 d. C. | BBC                 | BM                                                         | Tony Benn, Gabrielle Tayac         |
|        | 38     | Cinturón ceremonial de juego de pelota mesoamericano | México             | 100 - 500 d. C.       | BBC                 | BM                                                         | Nick Hornby, Michael Whittington   |
|        | 39     | Admoniciones de las Institutrices                    | China              | 500 - 800 a. C.       | BBC                 | BM                                                         | Shane McCausland, Charles Powell   |
|        | 40     | Pimentero de la emperatriz de Hoxne                  | Inglaterra         | 350 - 400 a. C.       | BBC                 | BM Archivado el 4 de diciembre de 2009 en Wayback Machine. | Christine McFadden, Roberta Tomber |

### "La emergencia de las creencias del mundo" (200 a 600 d.C.)
"Neil MacGregor explora cómo y cuándo nacieron las grandes religiones." Primera difusión en la semana del 31 de mayo de 2010.
| Imagen | Número | Objeto                                | Origen     | Fecha           | Sitio web de la BBC | Sitio web del M.º Británico | Otros participantes                   |
| ------ | ------ | ------------------------------------- | ---------- | --------------- | ------------------- | --------------------------- | ------------------------------------- |
|        | 41     | Buda sentado de Gandhara              | Pakistán   | 100 - 300 d. C. | BBC                 | BM                          | Claudine Bautze-Picron, Thupten Jinpa |
|        | 42     | Moneda de oro de Kumaragupta I        | la India   | 415 - 450 a. C. | BBC                 | BM                          | Romila Thapar, Shaunaka Rishi Das     |
|        | 43     | Bandeja de plata mostrando a Sapor II | Irán       | 309 - 379 a. C. | BBC                 | BM                          | Tom Holland, Guitty Azarpay           |
|        | 44     | Mosaico de Hinton St Mary             | Inglaterra | 300 - 400 a. C. | BBC                 | BM                          | Dame Averil Cameron, Eamonn Duffy     |
|        | 45     | Mano de bronce de Arabia              | Yemen      | 100 - 300 a. C. | BBC                 | BM                          | Jeremy Field, Philip Jenkins          |

### "La ruta de la seda y más allá" (400 a 700 d.C.)
"Cinco objetos del Museo Británico nos relatan la historia de los movimientos de bienes y de ideas." Primera difusión durante la semana del 7 de junio de 2010.
| Imagen | Número | Objeto                               | Origen     | Fecha     | Sitio web de la BBC | Sitio web del M.º Británico | Otros participantes             |
| ------ | ------ | ------------------------------------ | ---------- | --------- | ------------------- | --------------------------- | ------------------------------- |
|        | 46     | Moneda de oro de Abd al-Malik        | Siria      | 696 - 697 | BBC                 | BM                          | Madawi al-Rasheed, Hugh Kennedy |
|        | 47     | Casco de "Sutton Hoo"                | Inglaterra | 600 - 700 | BBC                 | BM                          | Seamus Heaney, Angus Wainwright |
|        | 48     | Jarra de guerrero moche              | Perú       | 100 - 700 | BBC                 | BM                          | Grayson Perry, Steve Bourget    |
|        | 49     | Teja coreana                         | Corea      | 700 - 800 | BBC                 | BM                          | Jane Portal, Choe Kwang Shik    |
|        | 50     | Pinturas en seda de princesas chinas | China      | 600 - 800 | BBC                 | BM                          | Yo Yo Ma, Colin Thubron         |

### "En el palacio: los secretos de la corte" (700 a 950 d.C.)
"Neil MacGregor hace una incursión en la vida de las élites dirigentes de hace 1200 años."  Primera difusión en la semana comenzando el 14 de junio de 2010.
| Imagen | Número | Objeto | Origen                    | Fecha     | Sitio web de la BBC | Sitio web del M.º Británico | Otros participantes                   |
| ------ | ------ | --- | ------------------------- | --------- | ------------------- | --------------------------- | ------------------------------------- |
|        | 51     | Dintel 24 de Yaxchilán, bajorrelieve de sangre real: civilización maya                                     | México                    | 700 - 750 | BBC                 | BM                          | Susie Orbach, Virginia Fields         |
|        | 52     | Fragmento de pintura mural de un harén                                                                     | Irak                      | 800 - 900 | BBC                 | BM                          | Robert Irwin, Amira Bennison          |
|        | 53     | Cristal de Lotario                                                                                         | probablemente de Alemania | 855 - 869 | BBC                 | BM                          | Lord Bingham, Rosamund McKitterick    |
|        | 54     | Estatua de Buda de Tara                                                                                    | Salihundam, Sri Lanka     | 700 - 900 | BBC                 | BM                          | Richard Gombrich, Nira Wickramasinghe |
|        | 55     | Figuras de la tumba china Tang, específicamente las figuras de la tumba de Liu Tingxun de la dinastía Tang | China                     | h. 728    | BBC                 | BM                          | Anthony Howard, Oliver Moore          |

### "Peregrinos financieros y comerciantes" (900 a 1300 d.C.)
"Cómo el comercio, la guerra y la religión indujeron el movimiento de los objetos en torno al globo, hace mil años." Primera difusión en la semana del 21 de junio de 2010.
| Imagen | Número | Objeto                          | Origen                 | Fecha       | Sitio web de la BBC | Sitio web del M.º Británico | Otros participantes                  |
| ------ | ------ | ------------------------------- | ---------------------- | ----------- | ------------------- | --------------------------- | ------------------------------------ |
|        | 56     | Tesoro del valle de York        | Inglaterra             | h. 927      | BBC                 | BM                          | Michael Wood, David y Andrew Whelan  |
|        | 57     | Vaso de Hedwig                  | probablemente de Siria | 1100 - 1200 | BBC                 | BM                          | Jonathan Riley-Smith, David Abulafia |
|        | 58     | Espejo de bronce japonés        | Japón                  | 1100 - 1200 | BBC                 | BM                          | Ian Buruma, Harada Masayuki          |
|        | 59     | Cabeza de Buda de Borobudur     | Java                   | 780 - 840   | BBC                 | BM                          | Stephen Bachelor, Nigel Barley       |
|        | 60     | Fragmentos de cerámica de Kilwa | Tanzania               | 900 - 1400  | BBC                 | BM                          | Bertram Mapunda, Abdulrazek Gurnah   |

### "Símbolos de prestigio" (1200 a 1400 d.C.)
"Neil MacGregor examina los objetos que marcan el prestigio y necesitan de una confección hábil."  Primera difusión en la semana que comenzó el 28 de junio de 2010.
| Imagen | Número | Objeto                      | Origen                                                    | Fecha       | Sitio web de la BBC | Sitio web del M.º Británico | Otros participantes                    |
| ------ | ------ | --------------------------- | --------------------------------------------------------- | ----------- | ------------------- | --------------------------- | -------------------------------------- |
|        | 61     | Ajedrez de la isla de Lewis | probablemente fabricado en Noruega, encontrado en Escocia | 1150 - 1200 | BBC                 | BM                          | Martin Amis, Miri Rubin                |
|        | 62     | Astrolabio hispano          | España                                                    | 1345 - 1355 | BBC                 | BM                          | John Huxtable Elliott, Silke Ackermann |
|        | 63     | Cabeza de Bronce de Ife     | Nigeria                                                   | 1400 - 1500 | BBC                 | BM                          | Ben Okri, Babatunde Lawal              |
|        | 64     | Jarrones de David           | China                                                     | año 1351    | BBC                 | BM                          | Jenny Uglow, Craig Clunas              |
|        | 65     | Asiento ritual taino        | Santo Domingo, Caribe                                     | 1200 - 1500 | BBC                 | BM                          | José Oliver, Gabriel Haslip-Viera      |

### "Encontrándose con los dioses" (1200 a 1400 d.C.)
"De los objetos del Museo Británico mostramos cómo los creyentes se acercaban a sus dioses." Primera transmisión en la semana que empieza el 5 de julio de 2010.
| Imagen | Número | Objeto                            | Origen         | Fecha       | Sitio web de la BBC | Sitio web del M.º Británico | Otros participantes                            |
| ------ | ------ | --------------------------------- | -------------- | ----------- | ------------------- | --------------------------- | ---------------------------------------------- |
|        | 66     | Relicario de la Santa Espina      | Francia        | 1350 - 1400 | BBC                 | BM                          | Hermana Benedicta Ward, Reverendo Arthur Roche |
|        | 67     | Icono del Triunfo de la Ortodoxia | Turquía        | 1350 - 1400 | BBC                 | BM                          | Bill Viola, Diarmaid MacCulloch                |
|        | 68     | Escultura de Shiva y Parvati      | India          | 1100 - 1300 | BBC                 | BM                          | Shaunaka Rishi Das, Karen Armstrong            |
|        | 69     | Escultura de Tlazolteotl          | México         | 900 - 1521  | BBC                 | BM                          | Marina Warner, Kim Richter                     |
|        | 70     | Moái Hoa Hakananaiʻa              | Isla de Pascua | 1000 - 1200 | BBC                 | BM                          | Sir Anthony Caro, Steve Hooper                 |

### "La frontera del mundo moderno" (1375-1550)
"Neil MacGregor explora los grandes imperios del mundo al comienzo de la era moderna". Primera difusión comenzando la semana del 13 de septiembre de 2010.
| Imagen | Número | Objeto                         | Origen       | Fecha          | Sitio web de la BBC | Sitio web del M.º Británico | Otros participantes                    |
| ------ | ------ | ------------------------------ | ------------ | -------------- | ------------------- | --------------------------- | -------------------------------------- |
|        | 71     | Tughra de Solimán el Magnífico | Turquía      | 1520 - 1566    | BBC                 | BM                          | Elif Şafak, Caroline Finkel            |
|        | 72     | Billete de la dinastía Ming    | China        | año 1375       | BBC                 | BM                          | Mervyn King, Timothy Brook             |
|        | 73     | Llama en oro de los Incas      | Perú         | h. año 1500    | BBC                 | BM                          | Jared Diamond, Gabriel Ramón           |
|        | 74     | Taza del dragón, en jade       | Asia central | h. 1420 - 1449 | BBC                 | BM                          | Beatrice Forbes Manz, Hamid Ismailov   |
|        | 75     | Rinoceronte de Durero          | Alemania     | año 1515       | BBC                 | BM                          | Mark Pilgrim, Felipe Fernández-Armesto |

### "La primera economía global" (años 1450 a 1600)
"Neil MacGregor traza el impacto de los viajes, del comercio y de las conquistas de los años 1450 a 1600." Primera difusión en la semana que comenzó el 20 de septiembre de 2010.
| Imagen | Número | Objeto                                    | Origen                        | Fecha                  | Sitio web de la BBC | Sitio web del M.º Británico | Otros participantes                 |
| ------ | ------ | ----------------------------------------- | ----------------------------- | ---------------------- | ------------------- | --------------------------- | ----------------------------------- |
|        | 76     | Galeón mecánico                           | Alemania                      | h. 1585                | BBC                 | BM                          | Lisa Jardine, Christopher Dobbs     |
|        | 77     | Bronces de Benín: el oba con los europeos | Nigeria                       | Siglo XVI              | BBC                 | BM                          | Sokari Douglas Camp, Wole Soyinka   |
|        | 78     | Serpiente de dos cabezas                  | México                        | Ss. XV - XVI           | BBC                 | BM                          | Rebecca Stacey, Adriana Díaz-Enciso |
|        | 79     | Elefantes de Kakiemon                     | Japón                         | Finales del siglo XVII | BBC                 | BM                          | Miranda Rock, Sakaida Kakiemon XIV  |
|        | 80     | Real de a 8                               | España, encontrada en Bolivia | 1589-1598              | BBC                 | BM                          | Tuti Prado, William Bernstein       |

### "Tolerancia e intolerancia" (años 1550 a 1700)
"Neil MacGregor relata cómo las grandes religiones convivieron en los siglos XVI y XVIII." Primera difusión en la semana a partir del 27 de septiembre de 2010.
| Imagen | Número | Objeto                                           | Origen   | Fecha                  | Sitio web de la BBC | Sitio web del M.º Británico | Otros participantes                 |
| ------ | ------ | ------------------------------------------------ | -------- | ---------------------- | ------------------- | --------------------------- | ----------------------------------- |
|        | 81     | Estandartes de procesión Shi'a                   | Irán     | Finales del siglo XVII | BBC                 | BM                          | Haleh Afshar, Hossein Pourtahmasbi  |
|        | 82     | Miniatura de un príncipe mogol                   | La India | h. 1610                | BBC                 | BM                          | Asok Kumar Das, Aman Nath           |
|        | 83     | Teatro de sombras de Bhima                       | Java     | 1600 - 1800            | BBC                 | BM                          | Sr. Sumarsam, Tash Aw               |
|        | 84     | Mapa de un códice mexicano                       | México   | Finales del siglo XVI  | BBC                 | BM                          | Samuel Edgerton, Fernando Cervantes |
|        | 85     | Grabado del centenario de la reforma protestante | Alemania | año 1617               | BBC                 | BM                          | Karen Armstrong, Ian Hislop         |

### "Exploración, explotación y siglo de las luces" (de 1680 a 1820)
"Neil MacGregor reflexiona sobre los malentendidos que pueden ocurrir cuando diferentes mundos se encuentran." Primera difusión en la semana del 4 de octubre de 2010.
| Imagen | Número | Objeto                                  | Origen                        | Fecha       | Sitio web de la BBC | Sitio web del M.º Británico | Otros participantes             |
| ------ | ------ | --------------------------------------- | ----------------------------- | ----------- | ------------------- | --------------------------- | ------------------------------- |
|        | 86     | Tambor akan                             | África, encontrado en EE. UU. | Siglo XVIII | BBC                 | BM                          | Bonnie Greer, Anthony Appiah    |
|        | 87     | Yelmo emplumado hawaiano                | Hawái                         | Siglo XVIII | BBC                 | BM                          | Nicholas Thomas, Kyle Nakanelua |
|        | 88     | Mapa en cuero norteamericano (Buckskin) | EE. UU.                       | año 1774    | BBC                 | BM                          | Malcolm Lewis, David Edmunds    |
|        | 89     | Escudo australiano                      | Australia                     | 1770        | BBC                 | BM                          | Phil Gordon, Maria Nugent       |
|        | 90     | Bi de jade con poema                    | China                         | 1790        | BBC                 | BM                          | Jonathan Spence, Yang Lian      |

### "Producción en masa, persuasión en masa" (años 1780-1914)
"Cómo la industrialización, la política de masas y las ambiciones imperiales cambian el Mundo." Primera difusión la semana que comenzó el 11 de octubre de 2010.
| Imagen | Número | Objeto                                           | Origen     | Fecha      | Sitio web de la BBC | Sitio web del M.º Británico | Otros participantes             |
| ------ | ------ | ------------------------------------------------ | ---------- | ---------- | ------------------- | --------------------------- | ------------------------------- |
|        | 91     | Cronómetro del HMS Beagle                        | Inglaterra | 1795-1805  | BBC                 | BM                          | Nigel Thrift, Steve Jones       |
|        | 92     | Juego de té de principios de la época victoriana | Inglaterra | 1840-1845  | BBC                 | BM                          | Celina Fox, Monique Simmonds    |
|        | 93     | "La gran ola de Kanagawa", Hokusai               | Japón      | h. 1829-32 | BBC                 | BM                          | Christine Guth, Donald Keene    |
|        | 94     | Tambor de hendidura sudanés                      | Sudán      | siglo XIX  | BBC                 | BM                          | Dominic Green, Zeinab Badawi    |
|        | 95     | Penique desfigurado por las sufragistas          | Inglaterra | 1903       | BBC                 | BM                          | Felicity Powell, Helena Kennedy |

### "El mundo fabricado por nosotros" (de 1914 a 2010)
"Neil MacGregor explora los aspectos referidos a la sexualidad, la política y la historia económica contemporánea." Primera difusión la semana que comenzó el 18 de octubre de 2010.
| Imagen                    | Número | Objeto                                                  | Origen                 | Fecha | Sitio web de la BBC | Sitio web del M.º Británico | Otros participantes                      |
| ------------------------- | ------ | ------------------------------------------------------- | ---------------------- | ----- | ------------------- | --------------------------- | ---------------------------------------- |
|                           | 96     | Plato revolucionario ruso diseñado por Mijaíl Adamóvich | Rusia                  | 1921  | BBC                 | BM                          | Eric Hobsbawm, Mijaíl Piotrovski         |
| Véase In the dull village | 97     | Hockney: In the dull village                            | Inglaterra             | 1966  | BBC                 | BM                          | Shami Chakrabarti, David Hockney         |
|                           | 98     | Trono de armas                                          | Mozambique             | 2001  | BBC                 | BM                          | Kofi Annan, Obispo Dinis Sengulane       |
|                           | 99     | Tarjeta de crédito Visa conforme a la Sharia            | Emiratos Árabes Unidos | 2009  | BBC                 | BM                          | Mervyn King, Razi Fakih                  |
|                           | 100    | Lámpara solar con su cargador                           | China                  | 2010  | BBC                 |                             | Nick Stern, Aloka Sarder, Boniface Nyamu |

## Edición especial
Una emisión especial del programa de Radio 4, difundido por vez primera el 18 de mayo de 2011, representó uno de los numerosos objetos en nominación en el sitio de la BBC por el público como revestido de un interés particular. El objeto elegido para representar el programa fue una pintura al óleo representando una joven mujer, propuesta por Peter Lewis. La pintura, que perteneció al tío de Lewis, Bryn Roberts, fue pintada a partir de una fotografía de postal de la novia de Roberts (y posterior esposa), Peggy Gullup, por un artista judío anónimo para Roberts mientras él era prisionero de guerra en el campo de concentración de Auschwitz en Polonia.

## Premios recibidos
El Museo Británico recibió en 2011 el "Art Fund Prize", que recompensa a los museos y galerías por su participación en el proyecto de la serie: A History of the World in 100 Objects. El premio de un valor de cien mil libras fue presentado en el museo por Jeremy Hunt, Secretario de Estado de Cultura, en el transcurso de una ceremonia en Londres el 15 de junio de 2011.
El presidente del panel de jueces, Michael Portillo, señala que los jurados quedaron "particularmente impresionados por la amplitud realmente global del proyecto del Museo Británico, que combina rigor intelectual y abierta bondad, y fue más allá de los límites de las paredes del museo". Los jurados quedaron también muy impresionados por la manera en la que el proyecto usó los medios digitales en maneras nuevas y innovadoras de interactuar con la audiencia.